# Wilde appel
De wilde appel (Malus sylvestris) is een struik of boom uit de rozenfamilie (Rosaceae). 
De soort komt voor in Europa en Zuidwest-Azië in heggen en kreupelhoutbosjes. Hij is in België en Nederland nog in kleine aantallen in het wild aan te treffen. In Nederland betreft dat de Veluwe, de stuwwal van Nijmegen en langs enkele beken in de Achterhoek en Drenthe. De hoogte kan 10 tot 12 m bedragen, maar het gewas blijft vaak kleiner.
De appel-achtige vruchten van 3-4 cm doorsnede zijn eetbaar. Het zijn echter andere vruchten dan de grotere handappels die doorgaans verkocht en gegeten worden: dat zijn de vruchten van de veredelde Malus domestica. Die stamt af van Malus sieversii uit Kazachstan en China en een reeks andere wilde appels uit het midden van Azië. De veronderstelling dat Malus sylvestris ook onderdeel is gaan uitmaken van Malus domestica, is door genetisch onderzoek ontkracht.
Soms wordt de wilde soort nog als onderstam gebruikt, waarop moderne rassen worden geënt, maar meestal worden daarvoor zwak groeiende onderstammen gebruikt.

## Kenmerken
De wilde appel heeft een dichte, lage en koepelvormige kroon en de takken vormen een hechte structuur. De schors is grijsachtig bruin tot donkerbruin en raakt op iets oudere leeftijd gebarsten in rechthoekige stukjes. De twijgen zijn geribbeld en vaak gedoornd. De bovenkant is donkerpaars en de onderkant is bleekbruin. Ze dragen kleine knoppen met een lengte van 4-5 mm. Deze zijn donkerpaars en bedekt met kleine haartjes.
De 5-10 cm grote bladeren hebben een dicht behaarde en gegroefde steel van 2-3 cm. Ze zijn eirond tot ovaal, met een afgeronde of wigvormige voet. Het blad is gekarteld of gezaagd en spits. Het is aan de bovenzijde kaal en donkergroen en aan de onderkant bleek en aanvankelijk iets behaard.
De wilde appel bloeit met een schermvormige tros aan de top van korte loten. De bloemen zijn 3-4 cm groot en hebben vijf witte kroonblaadjes met een roze waas. Ze zijn gevuld met veel gele meeldraden. 

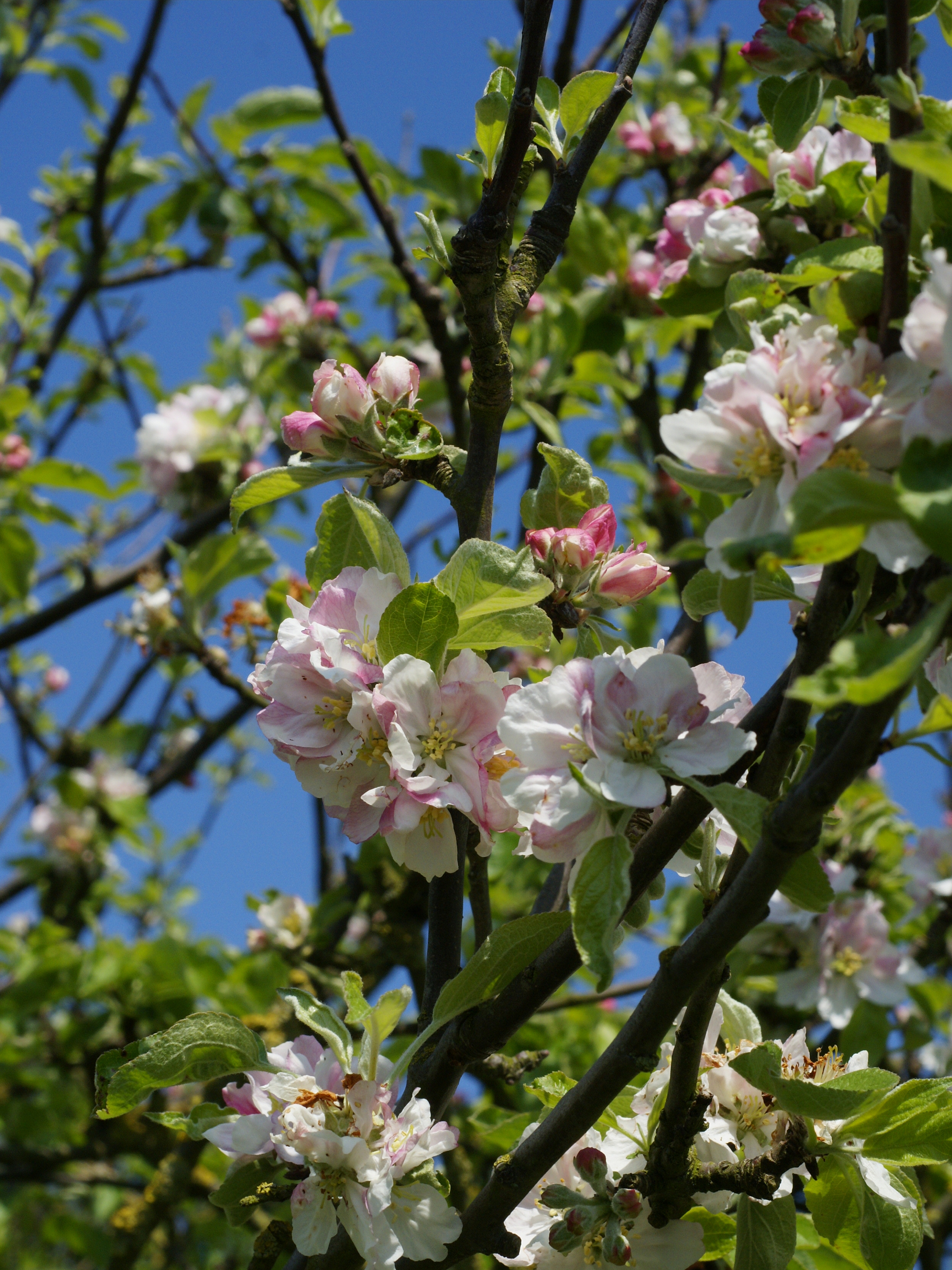
Bloemen

De bolvormige vrucht wordt 3-4 cm groot en is aan de top en de basis ingedeukt. Hij is groenachtig geel en heeft soms een rood blosje. Wilde appels zijn zuur, maar smakelijk.

## Gebruik
Het roodbruine hout is hard en stug. Het splijt niet snel en heeft een fijne nerf. Het wordt vooral gebruikt voor klein snijwerk als ornamenten en handgrepen en voor beeldhouwen, omdat het hout voor grote formaten vaak te veel blijft werken. 
Wilde appels zijn vanwege hun hoge pectinegehalte uitstekend geschikt om er appelgelei van te maken. In Engeland staat die bekend als apple jelly en is geliefd als een vitamine- en mineraalrijke toevoeging aan (winterse) vleesgerechten. De kleine appels zijn ook geschikt voor de bereiding van verjus, een zuur sap dat min of meer lijkt op appelazijn. In Frankrijk stookt men van de vruchten de sterke drank Calvados.